# Élection présidentielle libérienne de 1847
L'élection présidentielle libérienne de 1847 est la première élection présidentielle depuis l'indépendance du Liberia, et se déroula le 27 septembre 1847, après le référendum constitutionnel. Le résultat donne la victoire au gouverneur Joseph Jenkins Roberts, membre fondateur du Parti républicain libérien. Nathaniel Brander est élu Vice-président.

## Contexte
Joseph Jenkins Roberts, afro-américain, est le premier et l'unique gouverneur indépendantiste du Liberia. En 1846, Roberts demanda à la législature de proclamer l'indépendance de la colonie, désormais sous la domination des noirs libres émigrés, mais aussi de maintenir sa coopération avec l'American Colonization Society. La législature a appelé à un référendum au cours duquel les électeurs ont choisi l'indépendance. Le 26 juillet 1847, un groupe de onze délégués déclara l'indépendance du Liberia. 

## Résultat
Roberts a remporté la première élection présidentielle le 5 octobre 1847 et a été investi le 3 janvier 1848, avec Nathaniel Brander comme vice-président.